# Michail Dmitrijewitsch Lewaschow
Michail Dmitrijewitsch Lewaschow (russisch Михаил Дмитриевич Левашов; * 1739; † 1774) war ein russischer Marine-Offizier und Polarforscher.

## Leben
Lewaschow absolvierte das Marine-Kadettenkorps in St. Petersburg und diente in der Baltischen Flotte. Er wurde 1756 Gardemarin und 1759 Mitschman. Er nahm an der Belagerung Kolbergs im Siebenjährigen Krieg teil. Er wurde 1764 zum Kapitänleutnant befördert.
Lewaschow wurde 1764 von Katharina II. der geheimen Expedition Pjotr Krenizyns zugeteilt, die in Fernost die Küsten Nordamerikas erforschen und einen Seeweg aus dem Arktischen Ozean in den Pazifik finden sollte. Die Expedition mit der Galiot St. Katharina unter dem Kommando Krenizyns und dem Huker St. Paul unter dem Kommando Lewaschows verließ im Juli 1764 St. Petersburg und kam Ende 1765 in Ochotsk an. Sie erreichte im Juli 1768 die Mündung der Kamtschatka an der Ostküste der Halbinsel Kamtschatka. Lewaschow kartierte die Andreanow-Inseln und die Insel Amukta der Inseln der vier Berge der Aleuten. Dabei benutzte er auch Johann Sinds Karte. 1768/1769 überwinterte er an der Unalaska-Bucht. Als Krenizyn im Juli 1770 in der Kamtschatka ertrank, übernahm Lewaschow das Expeditionskommando. Die Expedition endete mit der Rückkehr nach St. Petersburg im Oktober 1771. Als Ergebnis der Expedition erhielten einige Inseln vor der Küste Alaskas ihre Namen, darunter Avatanak und Akutan. Ein Atlas mit Lewaschows Ansichten Kamtschatkas und der Aleuten wurde 1771 in St. Petersburg veröffentlicht.
Lewaschow wurde Anfang 1773 im Rang eines Kapitän-Kommandeurs aus Gesundheitsgründen in den Ruhestand versetzt.
Gawriil Sarytschew gab der Unalaska-Bucht, in der Lewaschow überwinterte, den Namen Lewaschow-Hafen, sodass die Bucht nun als Port Levashef bekannt ist.
Lewaschows Namen tragen eine Meerenge östlich der Zweiten Kurilenstraße, ein Kap an der Westküste Kamtschatkas und ein Kap und ein Vulkan der Kurilen-Insel Paramuschir.